# Agitprop

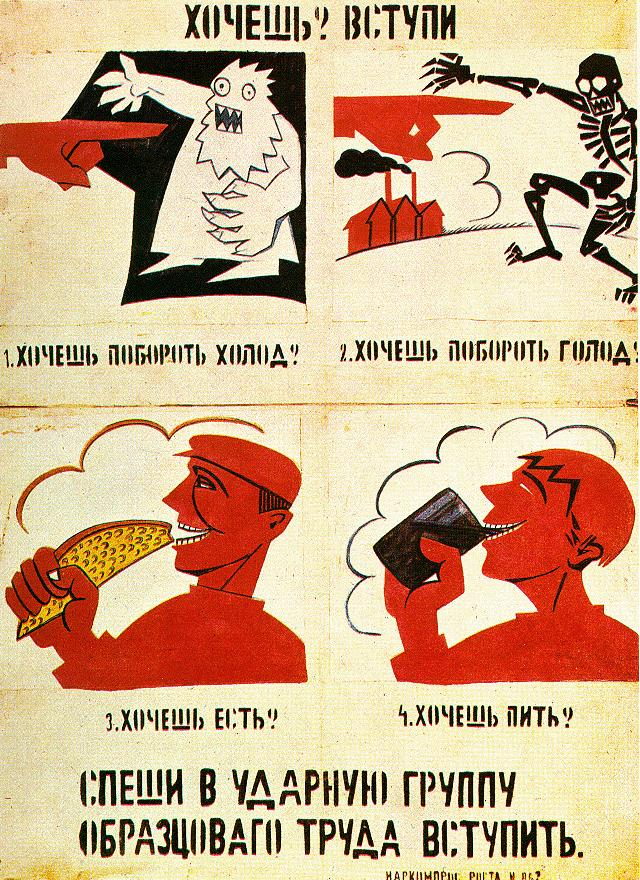
Afiș agitprop de Vladimir Maiakovski cu titlul: „Vrei? Alătură-te!”"
1. Vrei să învingi frigul?
2. Vrei să învingi foamea?
3. Vrei să mănânci?
4. Vrei să bei?
Grăbește-te și alătură-te unui grup de șoc al muncii exemplare!

Agitprop (engleză: /ˈædʒɪtprɒp/; în rusă агитпроп, transliterat: agitprop, cuvânt format din alăturarea cuvintelor agitația, (agitație) și propaganda, („propagandă”) se referă la o propagare intenționată și viguroasă a ideilor. Termenul își are originea în Rusia sovietică, unde se referea la mass-media populară, cum ar fi literatura, piese de teatru, foile volante, filme și alte forme de artă, cu un mesaj explicit politic în favoarea comunismului. 
Termenul este denumire prescurtată a Departamentului pentru Agitație și Propagandă (Отдел АГитации и ПРОПаганды, Otdel AGitații i PROPagandî), care făcea parte din comitetele centrale și regionale ale Partidului Comunist al Uniunii Sovietice. În cadrul aparatului de partid, atât agitația (activitatea în rândul persoanelor care nu erau comuniste), cât și propaganda (activitatea politică în rândul membrilor de partid) erau responsabilitatea agitpropotdel, sau APPO. Șeful său era membru al secretariatului partidului, deși se afla pe locul doi după șeful orgraspredotdel. În mod obișnuit, agitprop-ul rusesc explica ideologia și politicile Partidului Comunist și încerca să convingă publicul larg să sprijine și să se alăture partidului și să-i împărtășească idealurile. Agitprop a fost folosit, de asemenea, pentru diseminarea de informații și cunoștințe către populație, cum ar fi noile metode de agricultură. După Revoluția din Octombrie din 1917, un tren agitprop a străbătut țara, cu artiști și actori care jucau piese de teatru simple și transmiteau propagandă. La bordul trenului se afla o tiparniță, care permitea reproducerea de afișe, afișe care erau mai apoi aruncate pe fereastră în timp ce trenul trecea prin sate. Primul șef al Departamentului de Propagandă și Agitație al Comitetul Central al Partidului Comunist Rus (b) a fost Evgheni Preobrajenski.
A dat naștere la drama politică, un teatru puternic politizat, care a luat naștere în Europa anilor 1920 și s-a răspândit în Statele Unite. Piesele lui Bertolt Brecht sunt un exemplu notabil. Teatrul rusesc agitprop s-a remarcat prin personajele sale nerealiste, perfect virtuoase sau complet dușmănoase, și prin ridiculizarea gotească.  Treptat, termenul agitprop a ajuns să descrie orice fel de artă puternic politizată.

## Forme
În timpul Războiului civil rus, agitprop a luat diferite forme:

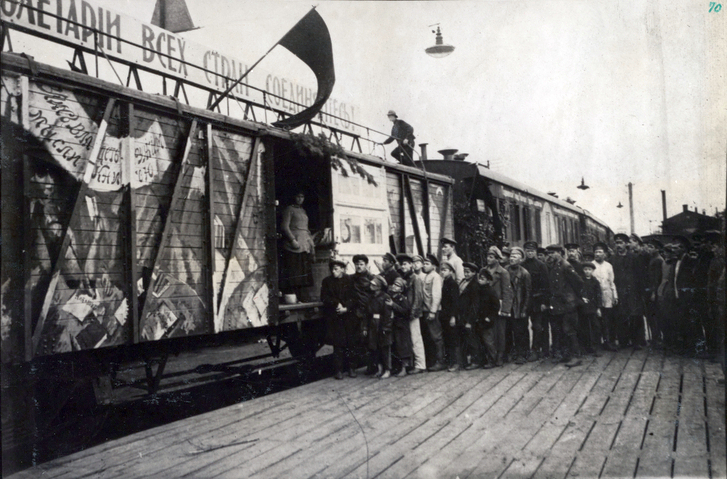
Tren bolșevic de propagandă

- Utilizarea presei: Strategia bolșevică a fost de la început să obțină acces la principalul mijloc de difuzare a informațiilor în Rusia: presa.[13] Ziarul socialist Pravda' a reapărut în 1917, după ce fusese închis de cenzura țaristă cu trei ani mai devreme. Bolșevici proeminenți precum Kamenev, Stalin și Buharin au devenit redactori ai Pravda în timpul și după revoluție, ceea ce a făcut din acesta un organ de propagandă politică bolșevică. Odată cu scăderea popularității și a puterii presei țariste și burgheze, Pravda a reușit să devină sursa dominantă de informații scrise pentru populația din regiunile controlate de Armata Roșie.[14]

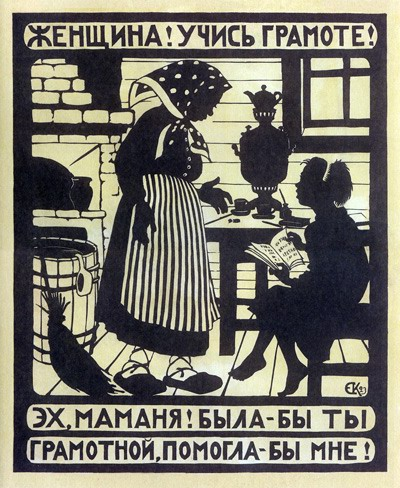
Afiș al artistei Elizaveta Kruglikova datând din 1923, care pledează pentru alfabetizarea femeilor. Pe rândul de sus: „Învață să citești și să scrii!” Pe rândul de jos: „Oh, mami! Dacă ai ști să citești, m-ai putea ajuta!”

- Rețelele de agitație orală: Conducerea bolșevică a înțeles că, pentru a construi un regim de durată, va trebui să câștige sprijinul populației de masă a țăranilor ruși. Pentru a face acest lucru, Lenin a organizat atragerea soldaților demobilizați și a altor persoane pentru a deveni susținători ai ideologiei bolșevice, îmbrăcați în uniforme și trimiși să călătorească în mediul rural pentru câștigarea simpatiei țăranilor.[15] Rețelele de agitație orală au devenit o prezență permanentă în zonele rurale izolate din Rusia, extinzând puterea comunistă.
- Trenuri și vapoare de agitație: Pentru a extinde raza de acțiune a rețelelor de agitație orală, bolșevicii au început să folosească mijloacele de transport moderne pentru a ajunge cât mai departe în Rusia. Trenurile și navele au transportat agitatori dotați cu pliante, afișe și alte diverse forme de agitație. Vagoanele de tren includeau un garaj de motociclete și autoturisme pentru ca materialele de propagandă să ajungă în localitățile care nu se aflau în apropierea liniilor de cale ferată. Trenurile de agitație au extins raza de acțiune a agitatorilor în Europa de Est și au permis înființarea de stații de agitprop, care constau în biblioteci de materiale de propagandă. Trenurile erau, de asemenea, echipate cu radiouri și cu propria lor tipografie, astfel încât să poată raporta la Moscova climatul politic din regiunea respectivă și să primească instrucțiuni despre cum să tipărească la fața locului o propagandă personalizată pentru a profita mai bine de situație.[16]
- Campania de alfabetizare: În 1917, societatea țărănească din Rusia era în mare parte analfabetă, ceea ce făcea dificilă agitația prin intermediul materialelor tipărită. A fost înființat  Comisariatul Poporului pentru Iluminare pentru conducerea luptei împotriva războiul împotriva analfabetismului.[17] În 1919 au fost pregătiți instructori, care au fost trimiși în mediul rural pentru ca să califice la rândul învățători și să extindă operațiunea într-o rețea de centre de alfabetizare. Au fost create noi manuale, care explicau ideologia bolșevică noilor membri alfabetizați ai societății sovietice, iar instruirea în domeniul alfabetizării în armată a fost extinsă.[18]